# Jjim
Le jjim (hangul : 찜) est un ensemble de types de plats coréens bouillis ou à la vapeur. C'est un sous-ensemble des banchan, les plats d'accompagnement de la cuisine coréenne traditionnelle. Il en existe différentes variétés, comme l'Andong jjimdak.